# Habib Belhassen
Pour les articles homonymes, voir Belhassen.
Habib Belhassen, né le 18 octobre 1946 à Nabeul et décédé le 9 juin 2012, est un basketteur tunisien.

## Carrière de joueur
À l'âge de 13 ans, il assiste comme beaucoup de jeunes à la première accession du Stade nabeulien en division nationale, un évènement célébré par la ville de Nabeul qui vibre aux exploits de Habib Garaali, Ernest Haddad et Hédi Marzouki. Il s'empresse de rejoindre ce club et fait preuve d'un talent lui permettant, à 17 ans, de faire partie de l'équipe qui remporte le premier titre de champion en 1962-1963 et qui impose le basket-ball comme le sport le plus populaire dans cette ville. Certes, il n'est que remplaçant mais côtoie ses idoles : Garaali, Haddad, René Caminiti, Kamel Kastalli ou encore M'hamed Rezig.
À l'âge de 20 ans, il est comblé par la victoire en finale de la coupe de Tunisie et par sa première sélection en équipe nationale, pour un long bail qui se poursuit jusqu'en 1976. En 1975, il joue un rôle essentiel dans le championnat remporté par son équipe en marquant 314 points sur les 841 réalisés par le club.

## Carrière d'entraîneur
Alors qu'il joue en équipe seniors, Belhassen entraîne des équipes de jeunes (juniors, minimes ou écoles) avant de prendre en main l'équipe seniors en 1978, tout en descendant sur le terrain pour prêter main-forte à ses joueurs. Mais c'est à la Jeunesse sportive kairouanaise qu'il réussit le mieux en contribuant à la réalisation du projet d'essor du sport dans la ville.

## Palmarès
- Vainqueur du championnat de Tunisie masculin de basket-ball : 1963, 1975
- Vainqueur de la Coupe de Tunisie masculine de basket-ball : 1966, 1973
- Médaille d'or : Jeux panafricains 1973
- Médaille de bronze : championnat d'Afrique 1970